# Robustezza (chimica)
La robustezza indica la capacità di un metodo analitico di non risentire degli effetti delle variazioni operative deliberatamente introdotte. Quindi può considerarsi come la capacità del metodo di non essere significativamente influenzato da variazioni delle condizioni analitiche.
Ogni metodo possiede delle fasi critiche, che richiedono che certe condizioni (ad esempio temperatura, pH, flusso di eluente eccetera) vengano rispettate pena la compromissione del dato analitico finale. Per valutare la robustezza occorre in particolare identificare tali fasi e modificare le variabili critiche. Quindi si procede alla misura su replicati e si confronta con un test F la ripetibilità ottenuta in queste condizioni con la ripetibilità ristretta calcolata operando da prassi.